# Nitren
Nitreny, také nazývané imeny, jsou sloučeniny s obecným vzorcem R–N, jde o dusíkaté analogy karbenů. Mají jednovazný elektricky neutrální atom dusíku, který má ve své valenční vrstvě 6 elektronů - dva vytvářejí kovalentní vazbu a čtyři jsou nevazebné. V důsledku nesplnění oktetového pravidla jsou tak elektrofilní. Nitreny jsou reaktivními meziprodukty mnoha chemických reakcí. Nejjednodušší nitren, NH, bývá nazýván imidogen; tento název se někdy používá jako obecné pojmenování nitrenů.

## Elektronová konfigurace
Nejjednodušší nitren N-H (imidogen) má atom dusíku hybridizovaný sp, přičemž dva ze čtyř nevazebných elektronů jsou v orbitalu sp a zbylé dva tvoří degenerovaný pár orbitalů p. Elektronová konfigurace je v souladu s Hundovým pravidlem: nižší energii má triplet s jedním elektronem v každém ze dvou orbitalů p a na vyšší energetické hladině se nachází singlet s jedním orbitalem obsazeným a jedním neobsazeným.

## Vznik
Kvůli jejich vysoké reaktivitě obvykle není možné nitreny izolovat; během reakce fungují jako reaktivní meziprodukty. Většinou vznikají jedním z těchto způsobů:
- Termolýzou nebo fotolýzou azidů za uvolnění plynného dusíku. Tento způsob odpovídá tvorbě karbenů z diazosloučenin.
- Z isokyanátů termolýzou za uvolnění oxidu uhelnatého. Tento způsob odpovídá tvorbě karbenů z ketenů.

## Reakce
K nejvýznamnějším reakcím nitrenů patří:
- Tvorba vazby C-H: Nitreny mohou snadno vytvářet nové vazby C-H za vzniku aminů či amidů. Singletový nitren reaguje za zachování stereochemie. Při jedné studii byla provedena reakce nitrenu, vytvořeného oxidací karbamátu peroxodisíranem draselným, s produktem reakce octanu palladnatého s 2-fenylpyridinem za vzniku methyl N-(2-pyridylfenyl)karbamátu.[3]

Nitrenové meziprodukty se pravděpodobně utvářejí při reakcích oximů s anhydridem kyseliny octové za vzniku isoindolů:
- Nitrenová cykloadice: Nitreny reagují s alkeny za tvorby aziridinů, často jako meziprodukty vznikají nitrenoidy jako například nosylované nebo tosylované [N-(fenylsulfonyl)imino]fenyljodinany ((C6H5)I=NNs a (C6H5)I=NTs), ovšem při použití sulfonamidů za přítomnosti katalyzátoru obsahujícího přechodný kov, jako například měď, palladium nebo zlato, reagují přímo:[5][6][7][8]

Na následujícím obrázku je zobrazena reakce stilbenu s použitím p-nitrosulfonamidu nebo nosylaminu jako prekurzoru nitrenu oxidovaného (diacetoxyjod)benzenem:
Většinou se však [N-(p-nitrofenylsulfonyl)imino]fenyljodinan připravuje zvlášť:
- Arylnitrenové rozšiřování a zkracování cyklů: U arylnitrenů může probíhat rozšiřování aromatického jádra na sedmičlenné cykly, otevírání cyklů a tvorba nitrilů; například azid 2 na obrázku níže zachycený v argonu při 20 K při fotolýze uvolňuje dusík, čímž vzniká tripletový nitren, který je v rovnováze s produktem vznikajícím rozšiřováním cyklu 6.

Nitren se přeměňuje na nitril 5 přes biradikál 7. Při termolýze za teploty 500 až 600 °C se také tvoří tento nitril, a to s 65% výtěžností. Chinazolin použitý při reakci se připravuje z příslušného bromidu a z azidu sodného. Azid je v rovnováze s tetrazolem 3.

## Nitrenové radikály
U některých radikálů obsahujících nitrenové skupiny byly pozorovány vysokospinové kvartety; jeden z nich obsahoval aminoxidovou radikálovou skupinu a druhý uhlíkatý radikál.
V tomto systému je jeden z nepárových elektronů na dusíkovém atomu delokalizován na aromatickém kruhu a ze sloučeniny se tak stává σ–σ–π triradikál. Celkovou elektronovou strukturu také ovlivňuje rezonanční struktura dusíkatého karbenového radikálu.
V roce 2019 byl izolován tripletový nitren stabilizovaný vazbou na měď v objemném ligandu.